# Shotgun justice
Shotgun Justice – szósty studyjny album kanadyjskiego zespołu Razor, grającego thrash metal. Na płycie po raz pierwszy zespół wystąpił wraz z wokalistą Bobem Reid'em. Album powstał w roku 1990 i do dziś uznawany jest jako prekursor wielu zespołów nurtu thrash metal. Produkcją zajął się Brian Taylor.

## Lista utworów
1. Miami
2. United by Hatred
3. Violence Condoned
4. Electric Torture
5. Meaning of Pain
6. Stabbed in the Back
7. Shotgun Justice
8. Parricide
9. American Luck
10. Brass Knuckles
11. Burning the Bridges
12. Concussion
13. Cranial Stomp
14. The Pugilist